# Geneefse psalmen

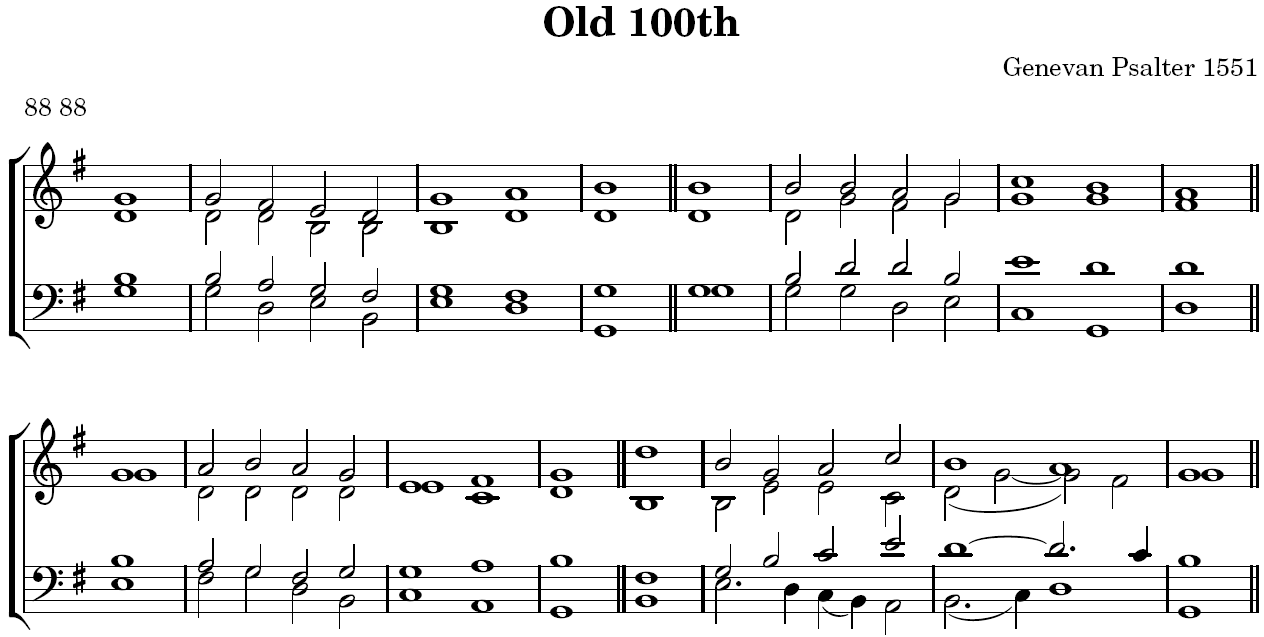
De melodie van psalm 134 (ook wel gebruikt voor psalm 100), in een moderne Engelse notatie met maatstrepen.

De term Geneefse psalmen duidt op de berijming van de psalmen (de liederen uit het Bijbelboek Psalmen) die in de 16e eeuw gemaakt werd voor de kerken uit de Reformatie.

## Ontstaan
Met de invoering van de reformatie in 1536 in Genève werd de misviering tot reine woorddienst waarin geen plaats meer was voor koorzang, voorzang door een priester of instrumentale muziek. De reformator Johannes Calvijn (Jean Cauvin) voelde dit al spoedig aan als gemis.
Reeds in zijn eerste bekende theologisch werk, de Institutio Christianae Religionis (Bazel 1536) spreekt hij over het zingen van psalmen in de eredienst. In de Ordonnances ecclésiastiques uit 1537 schrijven de predikanten van Genève: "Onze huidige gebeden in de eredienst werken zo koud dat het een schande is. De Psalmen van David zouden ons kunnen aanzetten onze harten tot God te verheffen ... zij zouden ons ertoe kunnen bewegen de roem van Zijn naam door onze lofzang te verhogen."
In 1538 werd Calvijn na onenigheid met het stadsbestuur uit Genève verbannen. Hij vertrok naar Straatsburg, waar hij o.a. voorganger van de Franstalige vluchtelingengemeente werd. In Straatsburg leerde hij de gemeentezang en de Duitse bewerkingen van psalmen door Maarten Luther (onder andere Een vaste burcht is onze God naar psalm 46) en anderen kennen. Calvijn nam dit gebruik over in zijn gemeente. Hiervoor gebruikte hij berijmingen van de Franse hofdichter Clément Marot en eigen berijmingen. Gezongen werden de psalmen op in Straatsburg bekende Duitse melodieën.
In 1539 gaf hij een eerste psalmbundel (Aulcuns Pseaulmes et cantiques mys en chant) uit met 22 psalmen en gezangen, de tien geboden, de lofzang van Simeon, en de apostolische geloofsbelijdenis. Van psalm 25 en 46 staat vast dat de berijmingen van de hand van Calvijn zelf zijn.
Een dertiental psalmen uit het Straatsburgse psalmboekje is van de hand van Marot. Toen Calvijn deze psalmen in handen kreeg, waren er echter ingrijpende wijzigingen in aangebracht.
In 1541 keerde Calvijn terug naar Genève. Daar ontmoette hij in 1542 Marot. Samen met hem werd het gezangboek gereviseerd en in 1543 opnieuw uitgegeven. Calvijn stimuleerde Marot om alle psalmen te berijmen. Tot zijn vertrek uit Genève voltooide hij er nog 19.
Zijn werk werd vanaf 1548 voortgezet door Théodore de Bèze. Er volgenden bundels in 1543 (La Forme des Prieres et Chantz ecclesiastiques) en 1551 (Pseaumes octantetrois de David). In 1562 werd uiteindelijk de eerste bundel met alle psalmen uitgegeven.
De berijmingen van Calvijn uit de eerste bundel waren hierin integraal vervangen door teksten van Marot en De Bèze. Ook de oorspronkelijke Duitse melodieën waren meestal bewerkt en soms zelfs vervangen door nieuwe composities van Guillaume Franc (cantor, voorzanger en muziekleraar te Genève), Loys (of Louis) Bourgeois en "Maistre" Pierre (waarschijnlijk Pierre Davantès of Pierre Dagues).
Deze melodieën zijn niet, zoals soms wordt gedacht, gebaseerd op volksliedjes uit die tijd, maar voor het overgrote deel speciaal voor de psalmen gecomponeerd. Een van de uitzonderingen hierop is de melodie van psalm 80 – oorspronkelijk voor het joodse paasfeest bedoeld – dat qua melodische structuur vrijwel volledig identiek is aan het Gregoriaanse paasgezang Victimae Paschali laudes.
De bekendste Straatsburgse psalmmelodie die gehandhaafd bleef, is de melodie van Matthias Greitter van psalm 36, hergebruikt voor psalm 68.
In het Liedboek voor de Kerken staat boven elke melodie een combinatie van een of meer van deze zeven aanduidingen, waaruit de herkomst van de melodie blijkt. Als er twee tegelijk genoemd worden, betekent dit dat de oorspronkelijke melodie bewerkt is:
- Straatsburg 1539
- Genève 1542
- 1543
- Genève 1551
- Loys Bourgeois 1551
- 1554-'56
- Genève 1562

### De Nederlanden
Al voor de reformatie waren er Nederlandstalige berijmingen van de psalmen, bijvoorbeeld "Die Delftsche Souter" uit 1480. (Souter is een oud woord voor psalter, ofwel het geheel van de 150 psalmen.) In 1540 verscheen een bundel psalmberijmingen op melodieën van bekende volksliedjes, waarschijnlijk van de hand van Willem van Zuylen van Nijevelt. Deze Souterliedekens werden bekend door driestemmige bewerkingen (1556-57) van Clemens non Papa en vierstemmige (1561) van Gerardus Mes, naast een kleinere selectie -een goede vijftig- vierstemmig gezette psalmen (1568) door Cornelis Boscoop, voor huiselijk gebruik.
Na het verschijnen van de Geneefse psalmen beginnen verschillende dichters en geestelijken met het maken van Nederlandse berijmingen op de Geneefse melodieën.
In 1565 verschijnt van Lukas d'Heere een bundel met ca. 40 psalmen: Psalmen Davids na d' Ebreesche waerheyt en d' alderbeste exemplairen oft translatiën, Liedekinswijs in dichte ghestelt: op de voysen en mate van Clement Marots Psalmen.
Ook de dichter Jan Utenhove berijmde psalmen naar het Hebreeuwse origineel en gaf verschillende bundels uit.
Postuum verscheen de complete psalter van zijn hand:
Johannes Wtenhove van Ghendt de Psalmen Davidis in Nederlandischen Sangrijme, London, 1566. Enkele maanden tevoren waren (eveneens in 1566) de versificaties van Petrus Datheen verschenen (Psalmen Davids en andere Lofsangen, uyt den francoyschen Dichte in Nederlandschen overgezet door Petrum Dathenum), die, zoals de titel zegt uit het Frans waren vertaald.
Deze psalmen werden reeds bij de grote hagenpreek van 23 juli 1566 bij Gent gezongen en hebben sindsdien een snel groeiende populariteit verworven.
In 1580 verscheen een complete vertaling van Filips van Marnix van Sint-Aldegonde. Deze vertaling en latere vertalingen van Joost van den Vondel en Jacob Revius hebben de vertalingen van Datheen niet kunnen verdringen, ondanks het feit dat deze vertalingen volgens vrijwel alle literatuurcritici van een veel betere kwaliteit zijn.

#### Berijming van Petrus Datheen
De psalmberijmingen van Petrus Datheen is een vertaling van de Franse psalmberijming van Clément Marot en Théodore de Bèze. Datheen zegt zelf van zijn berijming: "met grooten haast gemaakt en hem schier als een ontijdige geboorte afgedrongen". Datheens psalmen werden reeds bij de grote hagenpreek van 23 juli 1566 bij Gent gezongen en verwierven sindsdien een snel groeiende populariteit. Van 1566 tot 1773 vormde de psalmberijming van Datheen de belangrijkste psalmberijming in Nederland. Vanwege de stijl en niet-melodieuze vorm stond Datheens berijming al vanaf het begin onder kritiek. Lange tijd kreeg geen enkele nieuwe berijming voldoende draagvlak om de zijne te vervangen. Daarom duurde het tot 1773 voordat er (door de overheid) de nieuwe staatsberijming van 1773 werd ingevoerd. Tegenwoordig wordt de psalmberijming van Datheen nog in zo'n dertig kerkelijke gemeenten van zeer orthodoxe signatuur gezongen, met name in (Oud-)Gereformeerde Gemeenten en in Zeeland.

#### Berijming van 1773
In de 18e eeuw groeide de weerstand tegen de verouderde berijming van Datheen. In 1773 werd na enig geharrewar een nieuwe berijming van Johannes Eusebius Voet, die van het dichtersgezelschap Laus Deo Salus Populo en Hendrik Ghysen ingevoerd. Inmiddels was de gewoonte ingeslopen de psalmen uiterst langzaam op noten van gelijke lengte te zingen (het zogenoemde iso-ritmisch zingen). In sommige streken werden hierop bovendien geïmproviseerde versieringen gezongen, draai-ommetjes genoemd. Jos van Yperen beschrijft dit in 1778 als de gewoonte de psalmen "in den mond te draaien, te kauwen en door ettelijke verlagingen en verheffingen tusschen de tanden en 't gehemelte slangsgewijze henen te slingeren en te dwarrelen". Met de nieuwe berijmingen wilde men tevens deze gewoonten tegengaan. De grote weerstand waarop dit stuitte is het onderwerp van de roman Het psalmenoproer van Maarten 't Hart (zie ook Psalmenoproer). De psalmen werden ook na 1773 op gelijklange noten gezongen.

#### Nieuwe berijming (NB)
Hierin kwam pas in 1938 verandering met de invoering van Psalmen- en Gezangenbundel van de Nederlandse Hervormde Kerk. Nu ontstond echter ook de behoefte aan nieuwe berijmingen daar de berijmingen uit 1773 geen rekening hielden met de ritmiek van de Geneefse psalmen. In 1968 kwam een nieuwe berijming gereed door een collectief van dichters bestaande uit Martinus Nijhoff, Willem Barnard, Ad den Besten, Klaas Hanzen Heeroma, G. Kamphuis, W.J. van der Molen, J.W. Schulte Nordholt, Fedde Schurer en Jan Wit. Deze vertaling maakt deel uit van het Liedboek voor de Kerken dat 1973 is uitgegeven en in het grootste gedeelte van de protestantse kerken in Nederland gebruikt wordt. Nieuwere vertalingen verschenen in het Gereformeerd Kerkboek (1986, 2006).

#### De Nieuwe Psalmberijmijng (DNP)
De Nieuwe Psalmberijming is een initiatief van stichting Dicht bij de Bijbel. Deze berijming is in 2021 tot stand gekomen in hedendaags Nederlands, vanuit de grondtaal. Bij het project zijn neerlandici en theologen betrokken. De berijming wordt gebruikt in verschillende protestantse kerken.

#### Klassiek Eigentijdse Psalmberijming (KEP)
Door het Interkerkelijk Kenniscentrum (IKC) wordt de Klassiek Eigentijdse Psalmberijming ontwikkeld door dichters en musici uit de gereformeerde gezindte. Zij doen dit omdat men van mening is dat de gereformeerde gezindte behoefte heeft aan een nieuwe psalmberijming. In grote delen van de gereformeerde gezindte gebruikt men nog altijd de berijmingen uit 1773. Deze is taalkundig verouderd en nieuwere berijmingen zijn om verschillende redenen niet altijd geschikt als vervanging voor de gereformeerde gezindte.

## Kenmerken
De Geneefse melodieën vormen een opvallend homogene verzameling. Naast het feit dat de melodieën in vrij korte tijd door een klein aantal componisten is geschreven, zijn er een aantal opvallende kenmerken waaraan alle melodieën voldoen.
- Gebruik van de kerktoonsoorten.
- Omvang van hoogstens één octaaf. (Met uitzondering van enkele melodieën, waaronder de melodie van de Lofzang van Zacharias, psalm 8, psalm 45, psalm 56 en psalm 107. Deze melodieën hebben de omvang van een none.)
- Uitsluitend halve en kwartnoten.
- Vrijwel geen melismen. Er zijn enkele psalmen (2, 10, 13, 91, 138) waar twee noten op één lettergreep gezongen worden en alleen in psalm 6 komt een lettergreep voor die 3 noten gekregen heeft.
- Geen gepunteerde noten.

### Psalmen met dezelfde melodie
Er zijn 124 melodieën voor de 150 psalmen. 104 melodieën komen één keer voor, 15 melodieën komen twee keer voor, 4 melodieën komen drie keer voor en één melodie komt zelfs vier keer voor. De psalmen met dezelfde melodie zijn:
| - psalm 5 en 64 - psalm 14 en 53 - psalm 17, 63 en 70 - psalm 18 en 144 - psalm 24, 62, 95 en 111 - psalm 28 en 109 - psalm 30, 76 en 139 - psalm 31 en 71 - psalm 33 en 67 - psalm 36 en 68 | - psalm 46 en 82 - psalm 51 en 69 - psalm 60 en 108 - psalm 65 en 72 - psalm 66, 98 en 118 - psalm 74 en 116 - psalm 77 en 86 - psalm 78 en 90 - psalm 100, 131 en 142 - psalm 117 en 127 |

## Gebruik
De Geneefse melodieën worden nog steeds gebruikt in de Nederlandse protestantse kerken, met af en toe nieuw-vertaalde berijmingen.

### Gebruik buiten Nederland
De Geneefse melodieën worden in het Engelse taalgebied onder andere gebruikt in de Schotse reformatorische kerken en de Canadian (en American) Reformed Churches.
In Duitsland wordt het complete Geneefse psalter gebruikt door de Evangelisch Reformierte Kirche, en is evenals in het Liedboek voor de kerken in zijn geheel voor de gezangen in het liedboek opgenomen. Enkele Geneefse psalmen zijn ook opgenomen in het algemene liedboek van de protestante kerken in Duitsland, het Evangelisches Gesangbuch en in regionale uitgaven daarvan. Oorspronkelijk gebruikte men in Duitsland de in 1573 gepubliceerde vertaling van Ambrosius Lobwasser. In de 19e eeuw is deze echter verdrongen door de berijming uit 1798 van de in Den Haag werkzame Duits-Nederlandse predikant Matthias Jorissen.
Een opmerkelijk liedboek is de in 1582 gepubliceerde bundel Psalmen Davids in allerlei Teutsche Gesangreimen gebracht van katholiek (contrareformatorische) priester, Bijbelvertaler en rector van de Keulse universiteit Caspar Ulenberg. De melodieën in deze psalter zijn direct uit het Geneefse psalter overgenomen of zijn bewerkingen hiervan. In het Duitse katholieke liedboek Gotteslob zijn ca. 10 psalmen van Ulenberg overgenomen.
Ook in de Hongaarse Gereformeerde Kerk worden psalmen op de Geneefse melodieën gezongen, evenals in de protestantse kerken (Église Réformée) in Frankrijk.

## Muziekhistorische betekenis
De Geneefse psalmen zijn vooral binnen de calvinistisch georiënteerde kerken verbreid. In deze kerken speelde kunstmuziek een veel minder belangrijke rol dan in de Lutherse kerken. In de eredienst werd uitsluitend eenstemmig gezongen. Meerstemmige en instrumentale bewerkingen waren uitsluitend voor huiselijk of concertant gebruik bedoeld.
Het aantal composities dat een Geneefse psalm als uitgangspunt heeft is hierdoor veel geringer dan het aantal werken dat is gebaseerd op kerkliederen uit de (Duitse) Lutherse traditie.
Bekend zijn de vierstemmige koorzettingen en motetten van Claude Goudimel geworden. Minder bekend zijn de composities van Claude Lejeune uit dezelfde tijd en de bewerkingen van Clément Janequin en Paschal de l'Estocart. Jan Pieterszoon Sweelinck schreef verschillende psalmvariaties voor orgel en meerstemmige psalmmotetten. Anthonie van Noordt schreef in dezelfde stijl orgelcomposities over deze melodieën. Orlando di Lasso maakte samen met zijn zoon Rodolpho driestemmige bewerkingen van de psalmen van Caspar Ulenberg, waarvan de melodieën grotendeels op de Geneefse melodieën zijn gebaseerd. In Noord-Duitsland schreef Sweelincks leerling Paul Siefert twee bundels met psalmmotetten.
De tot de islam bekeerde Pool Wojciech Bobowski paste enkele psalmen aan aan het Turkse muzieksysteem. In Italië schreef de joodse componist Salamone Rossi motetten over de Geneefse melodieën.
Een klein aantal Geneefse psalmen vond zijn weg in de Lutherse kerkmuziektraditie. Hierdoor vinden wij een aantal Geneefse melodieën terug in de composities van onder meer Johann Sebastian Bach.
Componisten uit het meer recente verleden die zich door het Geneefse psalter lieten inspireren, zijn onder andere: Zoltán Kodály, Frank Martin en Arthur Honegger.